# Graf Zeppelin (portaerei)
La portaerei Graf Zeppelin fu una nave della Marina da guerra tedesca che rimase non completata. Il nome le derivava dal costruttore di dirigibili Ferdinand Graf von Zeppelin.

## Storia

### Prima della guerra
La Graf Zeppelin venne commissionata su volere di Adolf Hitler il 16 novembre 1935 e la costruzione della chiglia cominciò il 28 dicembre dell'anno successivo. Nel 1937 l'ammiraglio Erich Raeder presentò un progetto, il piano Z, per la costruzione di altre quattro portaerei da costruirsi entro il 1945 ma due anni dopo, il piano venne ridimensionato in due esemplari. L'incarico di costruire la Flugzeugträger A ("portaerei A"), più tardi battezzata Graf Zeppelin, fu assegnato ai cantieri navali Deutsche Werke AG di Kiel e contemporaneamente fu assegnata la commessa per la gemella Flugzeugträger B ("portaerei B")  al cantiere  Friedrich Krupp Germaniawerft AG, sempre di Kiel.

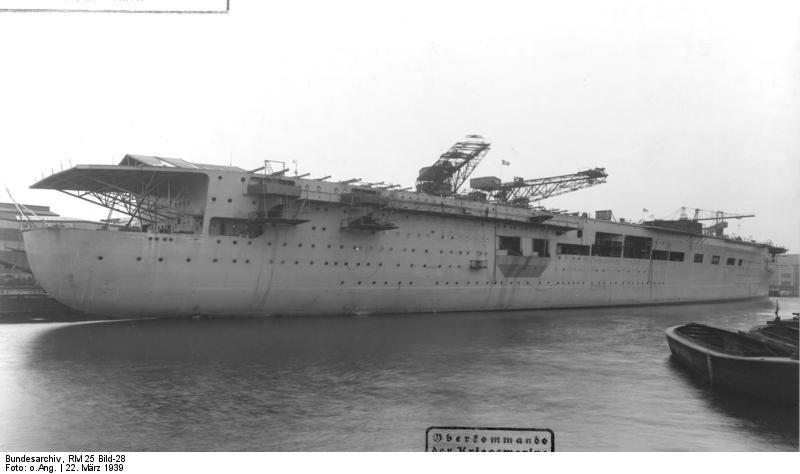
Lavori di approntamento della Graf Zeppelin nel marzo 1939

Era usuale che con la commessa non venisse comunicato il nome della nave; questo non per ragioni di segretezza, bensì perché il comandante supremo della Marina aveva il diritto di scegliere il nome, che per lo più veniva assegnato solo poco prima del varo, e sicuramente non senza influssi da parte della politica. Il varo della prima, e finora unica, portaerei tedesca ebbe luogo l'8 dicembre 1938, con un discorso tenuto dal comandante supremo della Luftwaffe Hermann Göring, nonostante alla nave mancasse ancora gran parte degli allestimenti.
La decisione di costruire le navi fu contestata: Hermann Göring, Comandante in capo della Luftwaffe non vedeva di buon occhio le intrusioni nella sua aviazione e non perse occasione per mettere in discredito Raeder. Inoltre, l'ammiraglio Karl Dönitz aprì un "fronte interno" alla marina stessa, spingendo verso una maggiore attenzione all'arma sottomarina.
Le manovre di Göring erano tese a ritardare l'entrata in servizio della nave, per mettere il progetto in cattiva luce: la costruzione della nave fu interrotta nell'ottobre 1939.

### Durante la guerra
Alla fine del 1942 furono apportate delle modifiche allo scafo, e furono preparate le turbine per farla entrare in servizio.
La costruzione fu piagata da carenze di materiali e lavoratori, che portarono all'abbandono della costruzione della nave gemella.
Su consiglio di Raeder, Hitler offrì a Göring l'incarico di costruire gli aerei per la nuova nave, sperando di placarne l'avversità: il maresciallo offrì una nuova versione degli Junkers Ju 87B e dei Messerschmitt Bf 109E-3. Raeder fu costretto ad accettare anche la clausola per cui il personale di volo sarebbe dovuto rimanere sotto il controllo delle forze aeree. L'inadeguatezza degli aerei forniti costrinse a riprogettare gli impianti del ponte di volo.
Nel 1943 Raeder si dimise dall'incarico e Dönitz prese il suo posto. Perseguendo la sua strategia incentrata sugli U-Boot, Dönitz il 2 febbraio sospese la costruzione della portaerei, nonostante fosse completa al 95%.
Il 21 aprile 1943 la portaerei, ancora non terminata, fu trainata a Stettino. Qui fu affondata con cariche esplosive il 25 aprile 1945 in acque basse, per evitare che cadesse in mani nemiche.

### Dopo la guerra

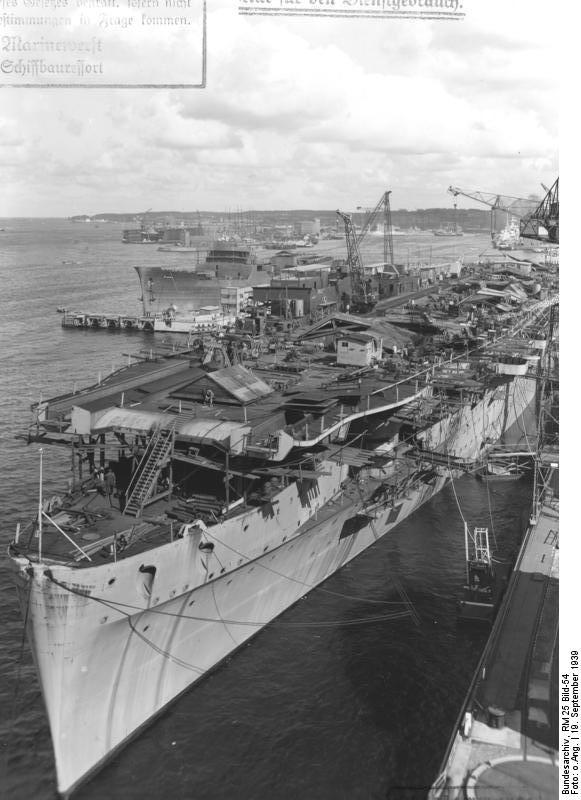
Vista della portaerei in costruzione

La sua storia successiva è poco chiara: stando ai patti internazionali la nave avrebbe dovuto essere distrutta o affondata in acque profonde il 15 agosto 1946. I russi invece la ripararono e la riportarono a galla nel marzo 1946. L'ultima foto nota della nave la vede a Swinemünde (oggi Świnoujście) il 7 aprile 1947, impegnata nel trasporto di parti di fabbriche polacche smantellate e portate in Russia.
Probabilmente servì anche come nave-alloggio per un reparto speciale, impiegato nell'analisi dei documenti di progettazione della stessa Graf Zeppelin e delle altre navi catturate ai tedeschi.
Vi furono numerose voci non confermate sul destino finale della nave: nascosta a Leningrado, affondata per un guasto tra Swinemünde e Leningrado, affondata dopo un urto con una mina a Rügen il 15 agosto 1947 (ma la rotta per Leningrado non passava da Rügen, per cui sembrava più probabile che fosse affondata nel Golfo di Finlandia, una zona pesantemente minata).
Con l'apertura degli archivi sovietici, si è saputo che venne trainata a Leningrado, dove giunse sana e salva, e venne riclassificata come "PO-101" (Base Galleggiante 101). Venne tentata una riparazione, ma risultò impossibile e il relitto venne trainato in mare aperto presso Swinemünde e usato come bersaglio per una esercitazione di tiro combinata di marina e aviazione, il 16 agosto 1947. I sovietici caricarono esplosivi sulla nave per simularne il carico di munizioni: in questo modo l'operazione avrebbe potuto passare per una demolizione, come richiesto dai trattati di fine guerra, ma avrebbe dato ai sovietici una preziosissima esperienza nell'attacco contro questo tipo di navi, fatto assai importante dato che la strategia marittima degli USA si basava primariamente sulle portaerei ed ormai già si profilava lo scenario della Guerra Fredda.
Già colpita da 24 bombe, la nave venne affondata coi siluri.

## Il ritrovamento
Il 12 luglio 2006 una nave di prospezione della compagnia petrolifera polacca Petrobaltic ha trovato un relitto lungo 265 metri nei pressi del porto di Łeba, dalla sagoma somigliante alla Graf Zeppelin. Il 26 luglio gli specialisti della marina polacca ORP Arctowski entrarono nel relitto per confermarne l'identità e il giorno seguente la Marina Militare ha confermato l'identità del relitto.

## Commento ai dati tecnici
Complessivamente la progettazione della nave non può esser definita come ben riuscita. Il numero degli aerei imbarcati era modesto per il suo dislocamento; in confronto, le portaerei alleate e giapponesi avevano una capacità di circa il doppio di apparecchi. Questo era causato, tra le altre cose, da una dotazione di artiglierie relativamente potente e assai ingombrante, cui le altre marine avevano rinunciato già dal 1940, avendo capito che l'impiego delle vulnerabilissime portaerei, in uno scontro di artiglierie, era inconcepibile.

## Galleria d'immagini

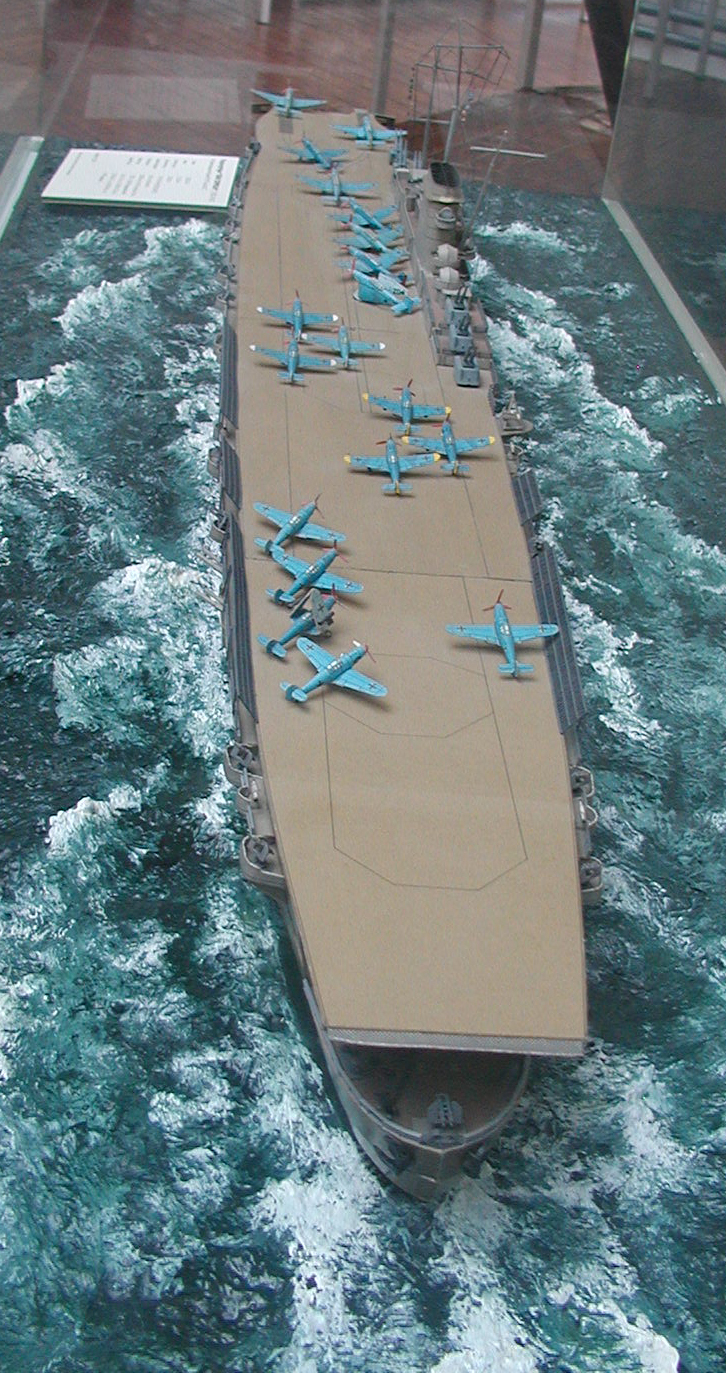
Modellino della portaerei Graf Zeppelin
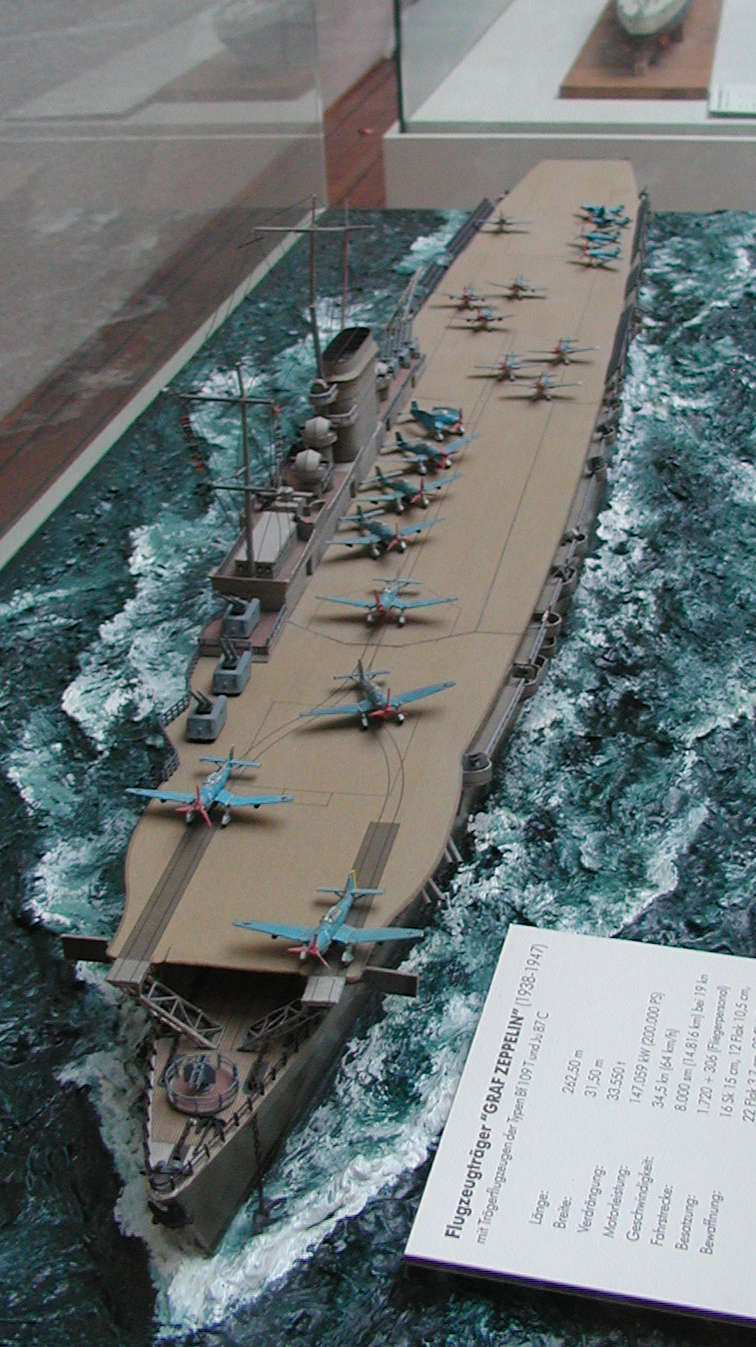
Modellino della portaerei Graf Zeppelin
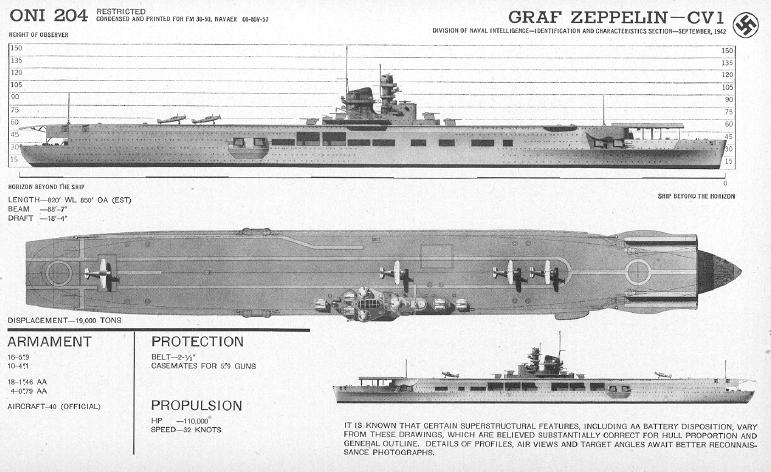
Progetto della Graf Zeppelin